# 瓦舍內克山
47°39′9″N 14°14′27″E / 47.65250°N 14.24083°E

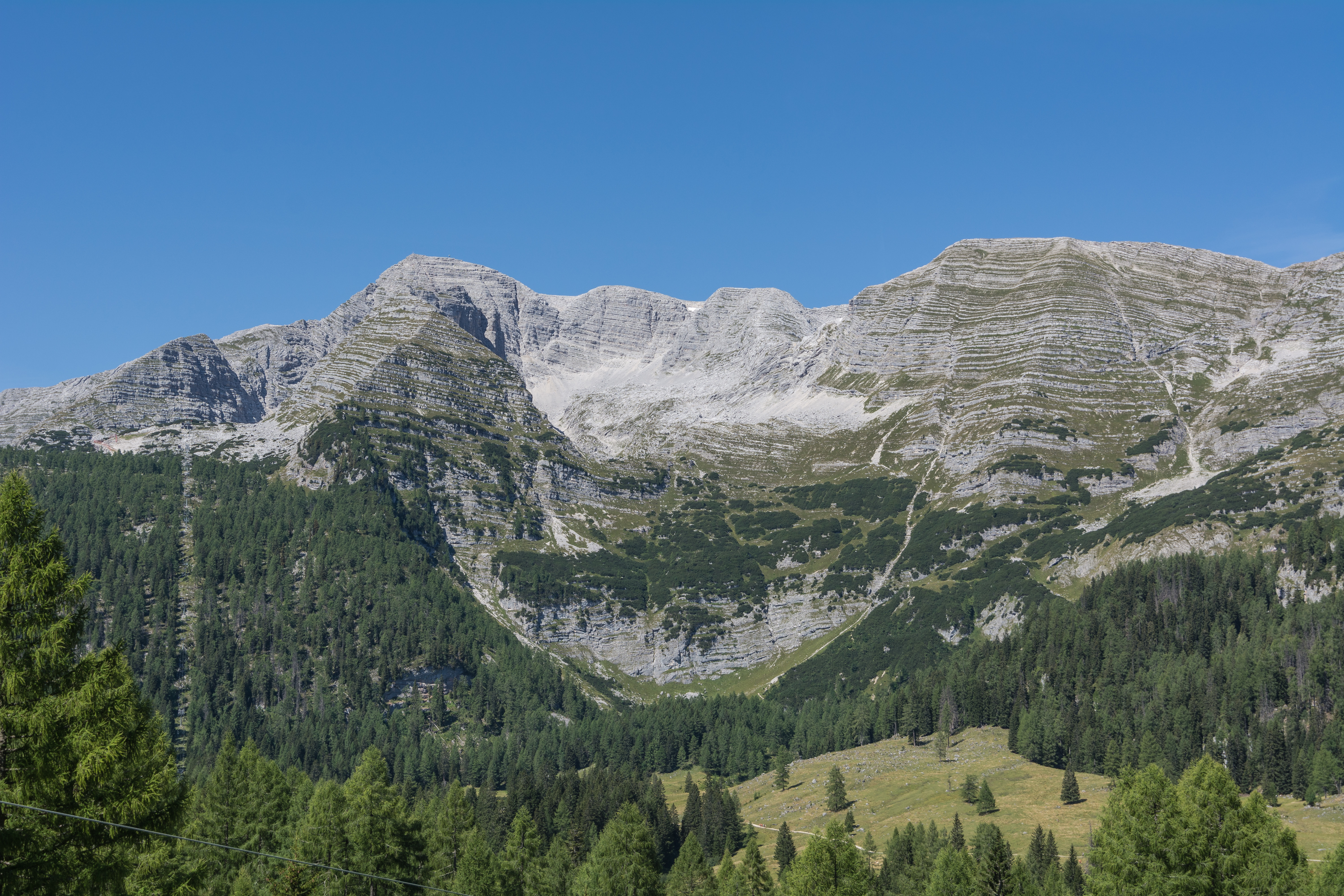

瓦舍內克山（德語：Warscheneck），是一座位於奧地利的山峰。該山峰位於該國北部，由上奧地利州負責管轄，屬於托特斯山脈的一部分，距離施皮茨毛爾山14.2公里，海拔高度2,388米，每年平均降雨量1,578毫米。